# فلسفه قرون وسطی
قرون وسطی، نام دوره‌ای است که برای تقسیم‌بندی تاریخ و تاریخ فلسفه و جامعه شناسی غرب استفاده می‌شود. معمولاً قرون وسطی را از پایان امپراتوری روم در قرن پنجم میلادی تا سقوط قسطنطنیه و پایان امپراتوری روم شرقی (یا بیزانس) در ۱۴۵۳در نظر می‌گیرند.
در دوران قرون وسطی در جامعه فئودالی، اروپا صحنه نبرد فکریِ اندیشه‌های فلسفی، نومینالیسم و رئالیسم است که در واقع اشکالی از ماتریالیسم و ایدئالیسم هستند. قرون وسطی عصری است که طی آن هویت غرب به معنی آنچه امروز می‌شناسیم شکل گرفت.
اصطلاح قرون وسطی در زبان فارسی ترجمه اصطلاحهای اروپایی آن است. مورخان این دوره تاریخی را به عنوان عصری که بین دوره یونانی - رومی، که دوره قدیم خوانده شده‌است، و دوره جدید و معاصر قرار دارد، معرفی می‌کنند.
بدین جهت این دوره قرون وسطی نامیده می‌شود. معمولاً شروع آن را قرن پنجم میلادی با سقوط امپراتوری روم غربی به دست ژرمن‌ها می‌دانند و پایان آن را ظهور رنسانس و دورهٔ جدید در قرن شانزدهم میلادی در نظر می‌گیرند. عده‌ای از مورخان تاریخهای دقیقتری را به عنوان سال‌های شروع و پایان این عصر ذکر می‌کنند. برای مثال می‌توان سال ۱۴۵۳ میلادی را که تاریخ تسخیر قسطنطنیه (که پس از آن استانبول نامیده شد) به دست عثمانیان است یا کشف آمریکا در سال ۱۴۹۲ را به عنوان وقایع تاریخی مهم برای اتمام این دوره دانست.
برای حدود تاریخی این دوره از لحاظ فلسفی عده‌ای از مورخان فلسفه تقسیم‌بندی تاریخی مورخان را رعایت می‌کنند، ولی کسانی هم هستند که ابتدای فلسفه قرون وسطی را تا قرون اول یا دوم میلادی به عقب می‌برند. اینان سبب این امر را هماهنگی نوع فلسفه‌ای در نظر می‌گیرند که با مسیحیت از این قرون شروع می‌شود و تا رنسانس ادامه می‌یابد. در مقابل اینان مورخانی هم معتقدند که دورهٔ آباء کلیسا عصر خاصی است با خصوصیات فرهنگی متفاوت با قرون وسطی. این گروه فلسفه قرون وسطی را از اوگوستینوس یا حتی بوئتیوس یعنی از قرن پنجم میلادی مورد بحث قرار می‌دهند. برای عده‌ای دیگر نیز بسته شدن مدارس فلسفی آتن بدست یوستینیانوس، امپراتور مسیحی روم شرقی در ۵۲۹ میلادی، انتهای فلسفه یونان و ابتدای فلسفه قرون وسطی است و برخی دیگر حتی تا قرن هشتم میلادی پیش می‌آیند و اصلاحات شارلمانی، اولین امپراتور بزرگ مسیحی غرب پس از سقوط روم غربی، را ابتدای این دوره می‌شمارند. برای پایان قرون وسطای فلسفی مورخان فلسفه نیز مانند مورخان دیگر ظهور عصر رنسانس را مدنظر قرار می‌دهند.

## تاریخ تفکر غرب
قرون وسطی دوره‌ای از تاریخ تفکر غرب است که در آن متفکرانی در باب دین، طبیعت و ماوراءطبیعت، انسان و اجتماع سخن گفتند. بحث‌های فلسفی و کلامی جدید و معاصر ادامه بحث‌های این دوره است، چنان‌که بدون درک مسائل فلسفی و کلامی این دوره، فهم دوره‌های بعد چندان آسان نخواهد بود، و سرانجام اینکه سنت کاتولیکی در این دوره شکل گرفت و اصلاح دینی پروتستان‌ها در عکس‌العمل به دینداری کلیسا در این عصر بود. آنچه امروز به عنوان کاتولیسیزم شناخته می‌شود، که پر طرفدارترین مذهب مسیحی نیز هست، تفاوتی ماهوی با آنچه در آن دوره مطرح و بدان عمل شده‌است ندارد، فلسفه‌ها و کلام‌های کاتولیکی به‌طور عمده همانهایی هستند که در این دوره شکل گرفته‌اند و فقط گاهی پیشوند «نو» را یدک می‌کشند.

## تفکرات نظری در ارتباط با مسیحیت
در قرون وسطی فلسفه و اصولاً تفکرات نظری در ارتباط با دین مسیحی شکل گرفت. مسیحیت کاتولیکی در اواخر امپراتوری روم غربی کم‌کم به دین اکثریت تبدیل شد، چنان‌که با سقوط این امپراتوری حاکمیت سیاسی را پاپ رهبر کلیسای کاتولیک به دست گرفت. کلیسای کاتولیک نیز با در نظر گرفتن سنت مسیحی پولوسی – یوحنایی، که آن را حقیقت مطلق می‌دانست، با استفاده از ابزار نظری و اعتقادی و گاهی هم فیزیکی، می‌کوشید تا ارتباط تفکرات نظری را با اعتقادات مسیحی حفظ کند، به عبارت دیگر کوشش آن بر این بود که اولی را تابع و در خدمت دومی نگه دارد. بدین ترتیب فلسفه، علم و اصولاً هر نوع تفکر نظری در این دوره یا در خدمت دین بود یا در ارتباط با آن شکل گرفت. بدین سبب عده‌ای از مورخان یا فیلسوفان جدید معتقدند که نام فلسفه برای تفکر این دوره مناسب نیست؛ البته این بحث در ارتباط با هر نوع فلسفه دینی از جمله تفکر یهودی و اسلامی نیز مطرح است؛ زیرا اینان فلسفه را تفکر آزاد فارغ از هر قیدی، مخصوصاً از قید اعتقادات دینی تعریف می‌کنند. البته خود این سخن که آیا می‌توان تفکر آزاد فارغ از هر قیدی داشت، محل بحث بسیار است.
امیل برئیه، از مورخان فلسفه، مخالف کاربرد اصطلاح فلسفه مسیحی بود. او معتقد بود همان‌طور که نمی‌توان از ریاضیات مسیحی سخن گفت، اصطلاح فلسفه مسیحی نیز بی معناست. بین مفهوم فلسفه و خصوصیات مسیحیت تضاد وجود دارد و اگر ایمان مسیحی بر تفکرات نظری در قرون وسطی تأثیر گذاشته است، آن را نمی‌توان فلسفه نامید. در مقابل او اتین ژیلسون از ایده فلسفه مسیحی دفاع کرد. به نظر او نظام‌هایی فلسفی وجود دارند که بدون وجود دین مسیحی، تاریخ هیچ وقت شاهد حضور آن‌ها نمی‌بود و در اینجا ایمان مسیحی، عقل را برای ایجاد چنین نظام‌هایی همراهی می‌کند، یعنی فلسفه مسیحی وجود دارد. به همین دلیل او عنوان «تاریخ فلسفه مسیحی در قرون وسطی» را برای تاریخ فلسفه خود به زبان انگلیسی برگزید و بر کاربرد آن نیز تأکید داشت. ژاک ماریتن و فردریک کاپلستون از نظر ژیلسون حمایت کردند. چند تن از فیلسوفان کاتولیک از جمله فرناندون استینبرگن (Van Steenberghen)، متخصص نامی فلسفه قرون وسطی و متکلم کاتولیک، فلسفه و کلام را از یکدیگر جدا کردند. برای آن‌ها کلام، ساختار و غایتی متفاوت از فلسفه دارد و فیلسوفان قرون وسطی را باید متکلم نامید. به عبارت دیگر کاربرد اصطلاح فلسفه برای این دوره صحیح نیست، البته باید خاطر نشان کرد که اکثر فیلسوفان قرون وسطی لفظ فیلسوف (philosophus) را برای فیلسوفان غیر مسیحی به کار می‌برند و مسیحیان را متکلم (theologus) می‌نامیدند. گاهی هم دیده شده‌است که از لفظ فیلسوف¬ مسیحی (philosophuschristianus) نیز استفاده کرده‌اند. باید این نکته را نیز در نظر داشت که اکثر قریب به اتفاق متفکران این دوره گاهی بین فلسفه، کلام و علم تمایز فاحشی قائل نبوده‌اند. با این همه می‌توان در این عصر آثار متعددی در مابعدالطبیعه، منطق و علم النفس یافت که در آن‌ها به دین یا متون دینی ارجاعی داده نمی‌شود؛ ولی در هر صورت باید پذیرفت که متفکران قرون وسطی مؤمنانی بودند که در باب ایمان و اعتقادات خود به تأمل پرداختند و نظام‌های نظری سازمان یافته را، که با استدلال‌های فلسفی همراه بود، به وجود آوردند. این‌ها با کمک گرفتن از این نظام‌های فلسفی یونان و از نیمه دوم قرن دوازدهم فلاسفه مسلمان، و با تفکر در عقلانیتی که از این نظام‌ها برگرفتند خواستند که دین خود را معقول و مستدل نمایند و آن را برای خود و دیگر مسیحیان توضیح دهند و در مقابل غیر مسیحیان از آن دفاع کنند. به این معنی می‌توان گفت که این‌ها فیلسوف بودند و مانند فیلسوفان یونانی زبانی همچون افلوطین و پروکلوس خواستند دین را با بیانی فلسفی قابل فهم کنند.

## قرن نخست میلادی
فلسفه قرون وسطی را از لحاظ تاریخی می‌توان به بخش‌های گوناگون تقسیم کرد. بخش نخست به تبیین آراء آباء مهم کلیسا، که در قرن نخست میلادی به زبان‌های یونانی و لاتینی در باب مسیحیت نوشتند، اختصاص یافته‌است. اینان را به سبب اینکه شکل دهندگان اعتقادات مسیحی بودند و نوعی حجیت در مسیحیت دارند آباء کلیسا می‌نامند. بخش دوم مربوط است به شکل‌گیری فلسفه قرون وسطی از سقوط امپراتوری روم تا آخر قرن یازدهم میلادی. در این دوره کلیسای کاتولیک توانست مسیحیت کاتولیکی را تا اقصی نقاط اروپای غربی و شمالی رواج دهد و زبان لاتینی را به عنوان زبان دینی، کلامی، ادبی و علمی عمومیت بخشد. بدین ترتیب اروپای پس از روم غربی هویت جدید می‌یابد و تمدن اروپایی شکل می‌گیرد. با اصلاحات شارلمانی در قرن هشتم میلادی نظام تعلیم و تربیت نیز سازمان منسجمی به خود می‌گیرد و مدارس رونق بیشتری از قبل می‌یابند و سطح سواد و فرهنگ رشد قابل ملاحظه‌ای می‌کند. بخش دیگر مربوط به قرن دوازدهم است که معروف است به بهار فئودالیته. در این قرن اروپاییان با متون روم قدیم بیشتر آشنا شدند و مدارس شکوفایی بیشتری یافتند، چنان‌که چند مدرسه مانند مدرسه سنت ویکتور، شارتر، لان و سیتو صاحب مکتب خاص کلامی - فلسفی یا عرفانی شدند. از نیمه دوم این قرن ترجمه متون فلسفی و علمی از زبان عربی افقهای جدیدی را برای اروپاییان گشود.

## قرن سیزدهم
بخش بعدی قرن سیزدهم است. این قرن، قرن ایجاد دانشگاه‌ها و فلسفه مدرسی و نظام‌های بزرگ فلسفی است. فلاسفه، استادان دانشگاه هستند و متون فلسفی و کلامی معمولاً در ارتباط با دانشجویان و دروس دانشگاهی نوشته شده‌اند و قرون چهاردهم و پانزدهم را خزان فئودالیته نامیده‌اند. در این زمان کلیسای کاتولیک با بحران مواجه می‌شود و اقتدار خود را به مقدار زیادی از دست می‌دهد. با رشد ناسیونالیزم و شکل‌گیری کشورهای جدید جنگ‌های طولانی درمی‌گیرد. شیوع بیماری طاعون بر مصیبتهای اروپاییان می‌افزاید. فیلسوفان بزرگ قرن چهاردهم هر یک به روش خود به انتقاد از فلسفه مدرسی می‌پردازند و گرایش‌های انسان گرایی و افقهای جدید که منجربه رنسانس می‌شود کم‌کم در غرب ظاهر می‌گردد. در نیمه دوم قرن پانزدهم و بخصوص قرن شانزدهم تغییر روش غربیان و دگرگونی دیدگاهشان عینیت تاریخی می‌یابد و دوره‌ای که به رنسانس معروف است شکل می‌گیرد.

## قرون وسطای غرب
با توجه به آثار متکلمان قرون وسطای غرب، احتمال دارد بتوان در آثار فلاسفهٔ بزرگ مسلمان، نکات و جهات ناشناختهٔ جدیدی پیدا کرد و قوت و ضعف آنها، به نحو تازه‌تری آگاه شد و دیگر اینکه هر نوع محاوره به تبادل واقعی فرهنگی و فلسفی میان شرق و غرب بودن آگاهی از محاوره و تبادل مشابهی که در قرون وسطی نسبت به فلاسفهٔ اسلامی بوده، ناممکن بنظر می‌رسد. با دقت بیشتر در دو نکته که ما در اینجا متذکر شدیم، می‌توان نظر داد که به نحوی نه فقط سرنوشت فلسفه در قرون وسطی اعم از غربی یا شرقی را می‌توان وابسته بدان دانست، بلکه احتمالاً بتوان سرنوشت کل فلسفه را نیز عمیقاً بدان مرتبط ساخت. آنچه از لحاظ فلسفه در قرون وسطی رخ داده، عملاً فراتر از آن عصر و زمان رفته‌است و همین بدون اینکه ما را از مطالعهٔ دقیق تاریخی آثار این متفکران بی‌نیاز سازد، با مقایسهٔ آن‌ها با آنچه در سنتهای شرقی و اسلامی رخ داده است، احتمالاً بتوانیم به این ترتیب با امکانات آتی فلسفهٔ خود نیز آشنا شویم به نحوی که از این رهگذر فکر نو در نزد ما از گذشتهٔ خود منقطع نگردد و با حفظ ریشه‌های اصیل سنتی و حتی قومی و ملی خود، حیات واقعی و مستمر یابد. درختان کهنسال در شرایط جوی مستعد، از نو شکوفا می‌شوند و به بار می‌نشینند، کافی است جاهلانه به اسم اصلاح و نوآوری‌های ناروا و نادرست، تیشه بر ریشه آن نزنیم.

## تاریخ فلسفه در قرون وسطی
اگر بخواهیم به نحو مختصر و اجمالی تاریخ فلسفه را در قرون وسطی در نظر بگیریم باید کلاً به یاد داشته باشیم که در مراحل مختلف آن دوره، فلسفه، صور و گرایش‌های مختلف و متفاوتی داشته‌است، بنحوی که اغلب متخصصان بزرگ موفق شده‌اند بر همین اساس، صرفنظر از موارد استثنایی، برای هر مرحله‌ای، اوصاف و ممیزات جداگانهٔ دقیقی را بربشمارند و افکار فائق یا در هر صورت افکاری که به سبب تفابل و تعارض با یکدیگر در مرحلهٔ خاصی عملاً بیشتر در فراز و نشیب وضع و موقعیت خاص خود، سیاست و نظر واحدی نسبت به سنتهای فلسفی عهد باستان نمی‌توانست داشته باشد و مسیحیت مثل هر دین دیگر، حتی اگر بتوان در آن تعدادی مفاهیم فلسفی تشخیص داد، باز به هر طریق یک دین است نه یک فلسفه. بعد از قرون اولیه میلادی و افکار و آثار آباء و مدافعان مسیحی که البته خود، روش‌ها و سلیقه‌های متفاوتی نیز داشته‌اند و بعد از رسمیت پیدا کردن مسیحیت در کل امپراتوری روم بزرگترین متفکر- که در ضمن به علل زیادی برای کلیسای رسمی مسیحیان مقبولترین آن‌ها نیز می‌باشد- اگوستینوس است. او بدون اینکه با صراحت اشاره‌ای به وجوه تفارق فلسفه و کلام کرده باشد در بیشتر آثار خود، از سنتهای افلاطونی و نوافلاطونی نه الزاماً برای اثبات حقانیت ایمان و اعتقاد خود بلکه برای بیان و توصیف آن استفاده کرده‌است، با اینکه نهایتاً ایمان را نتیجهٔ عنایت و فضل خاص خداوند دانسته است نه ره‌آورد عقل و ارادهٔ انسان که به هر طریق نه فقط ناقص بلکه مطرود و رانده شده نیز می‌باشد.

## سنتهای عرفانی باستانی
از طرف دیگر سنتهای عرفانی باستانی- اعم از غنوصی یا نوافلاطونی- تا حدودی در آثار دیونوسیوس مجعول، رنگ مسیحی به خود گرفته‌است و با اینکه تعلق این شخص به کلیسای رسمی مسیحی کاملاً مورد شک است، ولی عملاً خواه ناخواه نه فقط اغلب عرفای رسمی مسیحی در طی قرون متمادی از آن زمان تا بدین روز از افکار و آثار او الهام گرفته‌اند، بلکه اشخاصی چون طوماس اکوینی نیز که در درجهٔ اول یک متکلم رسمی مشائی در قرن سیزدهم میلای است و گرایش خاصی به عرفان ندارد باز این آثار بی‌بهره نمانده‌است. همچنین باید دانست که مسیحیان همیشه نسبت به طبیعیات و مابعدالطبیعه و حتی فلسفه اخلاق ارسطو بدبین بوده‌اند و در کنار رسالهٔ تیمائوس افلاطون به عنوان فلسفهٔ طبیعت که مورد استفاده بعضی از آن‌ها بوده به هندسه اقلیدس که به عنوان نمونه‌ای از تعلیمات آموزندهٔ مستدل بدان رجوع می‌کرده‌اند، در میان آثار ارسطو فقط به منطق او توجه داشته‌اند. از لحاظ تاریخی، مشهورترین فردی که این منطق را در نزد غربیان رواج داده بوئسیوس است که خود در اصل گرایش افلاطونی داشته‌است به نحوی که در اثر معروف او تسلای فلسفی که آن را در زندان نگاشته، بنظر می‌رسد که حتی اعتقاد او به این فلسفه شاید بیش از مسیحیت بوده‌است. به همین دلیل تضادی که به نحوی در بطن نظام فکری بوئسیوس وجود دارد عملاً در نزاع بر سر «کلیات» در اواخر قرن یازدهم و اوایل قرن دوازدهم میلادی انعکاس پیدا کرده و موجب موضعگیری‌های فلسفی و کلامی و حتی سیاسی در زمینه واقعیت مثالی یا صرفاً لفظی تصورات و مفاهیم کلی شده‌است.

## اطلاعات دائرةالمعارف نویسی
سنتهای جمع‌آوری اطلاعات دائرةالمعارف نویس، با اشخاص چون کاسیدورس و ایزیدورس شروع شده‌است و بالاخره در اواخر قرن هشتم میلادی نوعی تجدید حیات فرهنگی به وجود آمده که چون توسط شارلمانی انجام گرفته براساس تلفظ لاتینی اسم او با عنوان کارولنژین مشخص و مشهور شده‌است. با احداث و تشکیل حوزه‌ها و مدارس در کل امپراتوری مقدس شارلمانی و با تدبیر و مدیریت استادی چون الکوین، در کنار تعلیمات دینی توجه خاصی نیز به رشته‌هایی چون صرف و نحو و جدل و خطابه و همچنین به حساب و هندسه و هیئت و موسیقی پیدا شده‌است. در قرن نهم میلادی، ژان اسکات اریژن علاوه بر ترجمه و تفسیرهای متعدد موفق شده‌است در زمینه فلسفهٔ عرفانی به تألیفات بدیع و تازه‌ای دست یابد که واقعاً در خور دقت و تعمق است. قرن دهم میلادی به سبب یورش و هجوم اقوام وایکینگ از مناطق شمالی- که به دزدان دریایی شهرت داشتند- و همچنین حمله‌های پی در پی مردم هنگری از قسمت‌های شرقی و سارازن‌ها از قسمت‌های جنوبی اروپا و در نتیجه به علت ناامنی و فقر و فقدان نیروهای دفاعی و امنیتی. مراکز علمی و حوزه‌ها عملاً از رونق افتاده و از این دوره به زحمت بتوان از چند اثر نام برد که آن‌ها هم بیشتر جنبهٔ استنساخ و رونویسی دارد. در نیمهٔ دوم قرن یازدهم میلادی می‌توان با شخصیت و آثار متکلم بزرگی چون آنسلم آشنا شد که اسم او را قبلاً نیز یادآوردی کردیم و مسیحیان او را قدیس نیز می‌نامند. موضع‌گیری‌های اشخاصی چون روسلیوس در مقابل آنسلم و بعداً آبلار در مقابل گیوم دو شامپو که همان نزاع بر سر کلیات است فقط نوعی مناظره و مباحثه ساده نیست بلکه کل تضادهای اجتماعی و عقیدتی این دوره را نمایان می‌سازد و بیشتر بر همین اساس است که وضع واقعی فرهنگ را در آن دوره می‌توان فهمید.

## شناسایی فرهنگها و فلسفه‌های غیر مسیحی
این تضاد درونی عملاً محرک و عاملی نیز برای شناسایی فرهنگ‌ها و فلسفه‌های غیر مسیحی بوده‌است و به همین دلیل در قرن دوازدم، کوشش زیادی برای ترجمه و فهم آثار متفکران مسلمان و همچنین از طریق آنها، توجه دوباره به میراث علمی و فلسفی یونانیان شده‌است. جنگهای صلیبی که از سال ۱۰۹۵ میلادی شروع شده و به‌طور متناوب تا سال ۱۲۹۱ میلادی یعنی حدوداً به مدت دو قرن ادامه داشته‌است مانع از آن نبوده‌است که غربیان به جلوه‌های علمی و فلسفی و هنری مسلمانان توجه نداشته باشند و در تمام زمینه‌ها از دستاوردهای مسلمانان استفاده نکنند. البته در قرن دوازدهم، نوعی آزاداندیشی یا حداقل کوشش برای رهایی از سلطهٔ کلیسای رومی نیز دیده می‌شود که در اواخر همان قرن منجر به پیدایش اختلاف عمیقی در میان مسیحیان شده‌است و در جنوب فرانسه، فرقه‌های کاتار و آلبی ژوا که از لحاظ اعتقادی بیشتر مانوی مسلک بوده‌اند به وجود آمده‌است. پایان فاجعه انگیز این فرقه‌ها خود مبین حرکت چند سویهٔ تفکر در این قرن است که از طرف دیگر به مرور، تحول دیگری یافته و موجب پیدایش دو مشرب رسمی مسیحی یعنی مشرب دومینیکن‌ها و مشرب فرانسیسکن‌ها شده‌است. میان این دو مشرب نیز عملاً گرایش‌های کاملاً متقابل و شاید هم متضاد دیده می‌شود.

## هماهنگی و تعادل قدرتها
درمورد قرن سیزدهم اغلب مورخان اعتقاد دارند که کلاً در آن زمان نوعی هماهنگی و تعادل قدرت‌ها به وجود آمده‌است. مسیحیت موفق شده تا حدودی وحدت کلمهٔ خود را در مناطق غربی حفظ کند. در خاورمیانه، قدرت، صرفاً در دست امرا و حکام ترک مسلمان بوده‌است که گویی قادر شده‌اند در سرزمین‌هایی که در اختیار داشتند حکومت‌های متحدالشکلی را به وجود آورند؛ در کشورهای شرقی آسیا نیز اقوام مغول حکومت می‌کرده‌اند. از طرف دیگر، قرن سیزدهم در دنیای غرب همچنین قرن تشکیل دانشگاه‌هاست؛ در آن عصر، حوزه‌ها و مدارس کوچک درهم ادغام شده و دانشگاه‌های معتبری که توسط پاپ از رم نظارت می‌شده‌است تا تعلیمات مشخص و یکسان رسمی حفظ گردد، به وجود آمده‌است. دانشگاه پاریس به سال ۱۲۰۹ واکسفورد به سال ۱۲۱۰ و سالامانک به سال ۱۲۲۰ و پادو به سال ۱۲۲۱ و ناپل به سال ۱۲۲۴ و و تولوز به سال ۱۲۳۰ و رم به سال ۱۲۴۶ و غیره… تشکیل شده‌است و دروس در سه مقطع اصلی یعنی «باکالوریا» و «لیسانس» و «دکتری» تدریس می‌شده‌است. جوانان از سن چهارده الی پانزده سالگی و اگر می‌خواستند الهیات بخوانند از سن ۱۲ الی ۱۳ سالگی مشغول تحصیل می‌شده‌اند و ملیت آن‌ها مطرح نبوده‌است.

## متکلمان قرن سیزدهم
در قرن سیزدهم همچنین متکلمان بزرگی چه در فرقه فرانسیسکن‌ها چو بونآوانتور (۱۲۷۴–۱۲۳۱) Bonaventure و چه در فرقهٔ دومینیکن‌ها چون آلبرت کبیر (۱۲۸۰–۱۲۰۶) Albertlegrand و طوماس اکوینی (۱۲۷۴–۱۲۲۴)Thomas d Aquin ,Thomas ظهور پیدا می‌کنند. با اینکه در اجلاس پاریس به سال ۱۲۱۰ میلادی، طبیعات ارسطو مطرود اعلام شده‌است ولی بعداً در سال ۱۲۳۱ میلادی پاپ، جواز بازخوانی و احتمالاً تفسیر این کتاب را صادر می‌کند و بر این اساس متکلمان دومینیکن به نحو کلی و طوماس بنحو اختصاصی با اقتداء به فلاسفهٔ اسلامی، نوعی بیان عقلی مشائی از کلام مسیحی را به وجود می‌آورند. کار طوماس در این زمینه با وجود مصادره به مطلوب‌های زیادی که در نوشته‌های او دیده می‌شود باز حائز اهمیت فوق‌العاده‌ای است و موشکافی ذهنی و حصر عقلی و دقت نظر او حتی امروز، الگو نمونه می‌تواند باشد، آن هم نه انحصاراً در کلام و الهیات بلکه در کل علوم، اعم از ریاضی و طبیعی و انسانی. سیژر برابانت که بیشتر با تفسیر ابن‌رشد از فلسفهٔ ارسطو موافق است در دانشگاه پاریس با تعلیمات طوماس به مقابله می‌پردازد. در بحث و اختلاف میان طوماس و سیژربرابانت در واقع از لحاظی، نوعی تقابل میان سنت فکری ابن‌سینا و ابن‌رشد را می‌توان دید که نفس فهم و تحلیل این مطلب در خور بررسی و دقت است. ضمناً باید دانست با اینکه در ۱۲۷۰ میلادی و باز سه قرن بعد یعنی به سال ۱۵۱۳ میلادی، کلیسا سنت فکری ابن‌رشدیان لاتینی را محکوم می‌کند ولی در هر صورت این سنت در حوزه پادو که در شمال ایتالیاست تا سال ۱۶۵۰ باقی می‌ماند و حتی گاهی در آثار آخر قرن شانزدهم و در قرن هفدهم باز اشاره‌ای به ابن‌رشد و سنت فکری او می‌شود.

## خطوط فلسفی و فرهنگی غربیان در قرن سیزدهم
ترسیم خطوط فلسفی و فرهنگی غربیان در قرن سیزدهم چقدر هم که موجز و مختصر باشد باز بدون توجه به فعالیت‌های فکری و علمی ای که در حوزهٔ آکسفورد می‌شده نه فقط ناقص بلکه اصلاً نادرست و حتی نامفهوم خواهد بود. با اینکه آنچه در حوزهٔ آکسفورد می‌گذشته، شباهتی به تعلیمات دانشگاه پاریس و احتمالاً به حوزه‌های دیگر نداشته‌است، ولی باز نمی‌توان به هیچوجه آن را در حاشیه فعالیت‌های اصلی قرن سیزدهم قرار اداد. متکلمان و دانشمندان آکسفورد، اکثراً فرانسیسکن بوده‌اند ولی این سبب تمایز کار آن‌ها از استادان دانشگاه پاریس نیست؛ زیرا گرایش فرانسیسکن در دانشگاه پاریس هم وجود داشته‌است، ولی کلاً گویی آن‌ها در تخصص و تحقیقات خود، سلیقه و مشرب کاملاً متفاوت از همکاران خود در پاریس داشته‌اند و بالأخص، نحوهٔ استفادهٔ آن‌ها از آثار گذشتگان، اعم از یونانی چون ارسطو یا اسلامی چون ابن‌رشد کاملاً متفاوت بوده‌است. در دانشگاه پاریس نه فقط به منطق ارسطو به عنوان یک علم آلی و وسیلهٔ اصلی برای وصول به حقایق از طریق استدلالات ذهنی توجه می‌شده‌است، بلکه این منطق عین عقل و آنچه در قالب صوری آن قابل بیان بوده عین حقیقت و عین واقع دانسته می‌شده‌است. نتیجهٔ این عمل، نوعی لفاظی ماهرانه ولی بی‌محتوایی بوده که البته به هیچوجه مورد پسند استادان حوزهٔ آکسفورد نمی‌توانسته است قرار بگیرد. در حوزهٔ آکسفورد اهمیت طبیعات و مابعدالطبیعه و حتی کتاب اخلاق ارسطو کمتر از کتاب منطق او دانسته نمی‌شده و بیشتر، نظر به شناخت جزئیات از طریق مشاهده و تجربه بوده‌است. بدون اینکه بخواهیم بنحو ساده لوحانه روح حاکم بر فکر استادان این حوزه را از نوع اصالت تجربه به معنای بعدی کلمه و با فقط نوعی فلسفهٔ تحصلی در نطفه بدانیم و عملاً جنبه‌های بسیار اصیل و قابل تأمل گرایش‌های اشراقی و عرفانی آن‌ها را نادیده بگیریم ولی به هر طریق نمی‌توان منکر شد که در این حوزه، مطالعات آزاد و بدون قید و شرط تجربی و همچنین کوشش ذهنی برای دستیابی به حقایقی که در چارچوب منطق ارسطو نمی‌گنجیده انجام می‌گرفته‌است. از چهره‌های معروف این حوزه می‌توان از گروس تست (متوفی به سال ۱۲۵۳)R.Grosseteste و شاگرد معروف و درخشان او- همانطوری‌که قبلاً هم اشاره کردیم- راجربیکن (احتمالاً متولد ۱۲۱۰- متوفی به سال ۱۳۰۰) Roger Bacon نام برد.

## متفکران آخر قرن سیزدهم و اوایل قرن چهاردهم
باید دانست که از مشهورترین متفکران آخر قرن سیزدهم و اوایل قرن چهاردهم می‌توان نام ریمون لول (۱۳۱۵–۱۲۳۵) Ray.Lulle را ذکر کرد که شخصیت بسیار خاص و شوریده‌ای است و در مخالفتش با مسلمانان کاملاً منحرف و غیر معادل بنظر می‌رسد. این شخص با اینکه خود تعلق به فرقه فرانسیسکن‌ها داشته ولی از طرفی موجب تحولی در عمل منطق شده‌است و از لحاظ تاریخی یکی از اسلاف واقعی منطق جدید صورت به‌شمار می‌آید. همچنین باید از یکی از درخشانترین متفکران قرون وسطی، یعنی از دونس اسکاتس (۱۳۰۸–۱۲۶۶) Duns Scot صحبت بمیان آورد که در واقع گویی در افکار او از طرفی سن بون آوانتور و سن طوماس با یکدیگر تلفیق شده‌است و از طرف دیگر به نحو بالقوه ریشه‌های فکر جدید و فلسفه‌های آتی را در آن می‌توان دید. در قرن چهاردهم البته نام گیوم اکام (۱۳۵۰–۱۲۹۵) Guil.d'occam را هم نباید فراموش کرد که خود نه فقط فلسفه‌ای در سنت اصالت تسمیه و اصالت مفهوم را بنیان‌گذاری کرده‌است بلکه زندگانی پر ماجرا و شاید جنجالی او اولاً نشانه‌ای از تزلزل و عدم استحکام تفکر رسمی و کلیسایی در آن عصر است و در ثانی خبر از پیدایش دولت‌ها و حکومت‌های ملی می‌دهد که کم‌کم از لحاظ سیاسی و حتی اعتقادی، وابستگی خود را به رم و پاپ نفی می‌کنند. البته در ربع اول قرن چهاردهم از بزرگترین عارف مسیحی یعنی استاد اکهارت (۱۳۲۷–۱۲۶۰) J.Eckhart نیز باید صحبت کرد که چهره‌ای در خور تحسین و احترام است و در کل فرهنگ غربی شاید همان مقام و منزلت را بتوان به او داد که در سنت اسلامی از آن محی الدین ابن عربی است.

### فیلسوفان قرون وسطی
- سنت آگوستین
- آنسلم کانتربری
- توماس آکویناس